# Навигационная система
Навигационная система (навигационный комплекс) — это совокупность приборов, алгоритмов и программного обеспечения, позволяющих произвести ориентирование объекта в пространстве (осуществить навигацию). В навигационный комплекс могут входить как сложные навигационные системы (например, спутниковая навигационная система), так и отдельные приборы, позволяющие определить географические координаты объекта или его местоположение относительно иных объектов.
Навигационные системы обеспечивают ориентацию с помощью:
- карт, имеющих видео, графический или текстовый форматы;
- определения местоположения посредством датчиков или других внешних источников (напр., навигационные спутники);
- информации от других объектов.

## Типы навигационных приборов

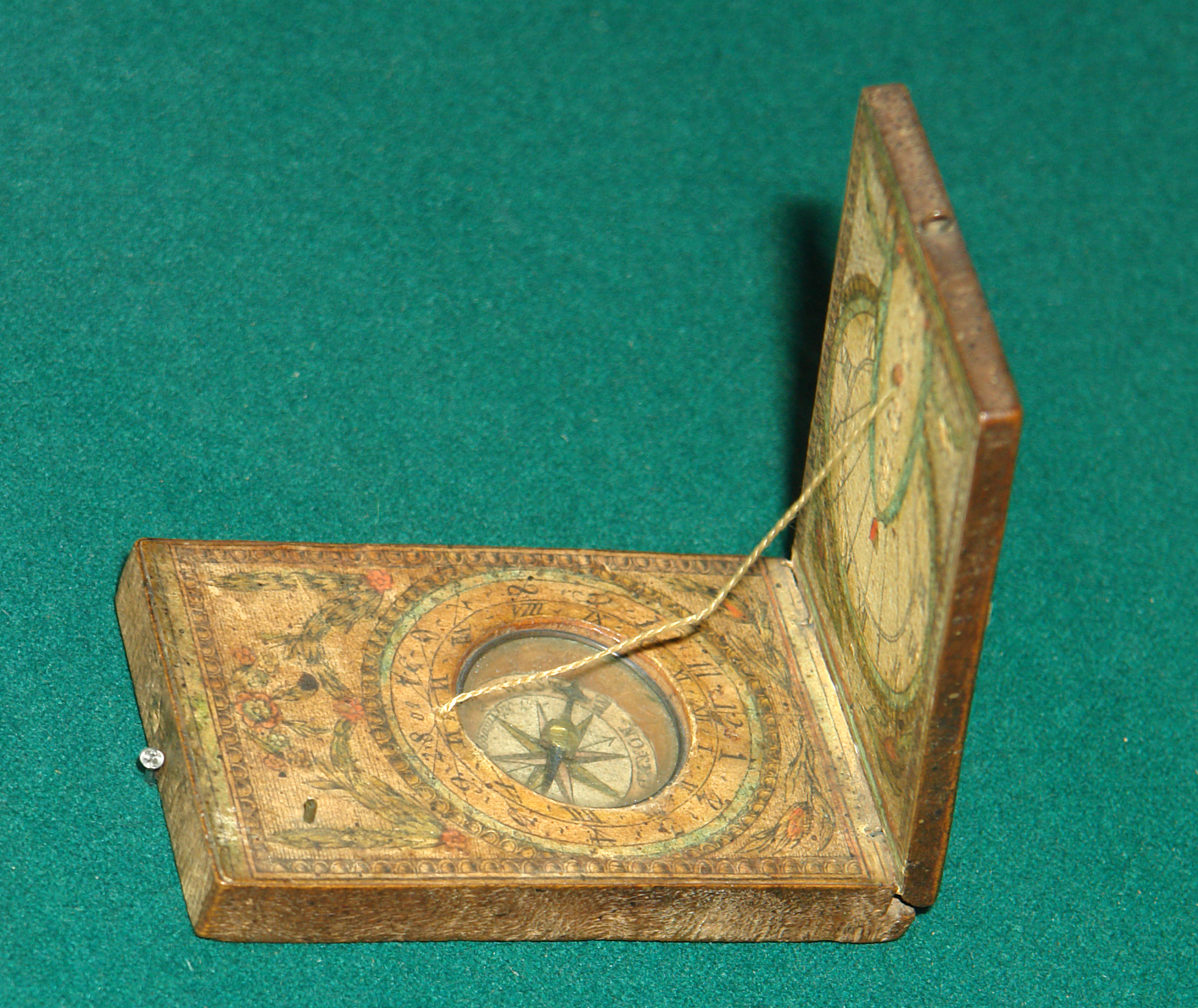
Дорожный компас и солнечные часы, XVIII век

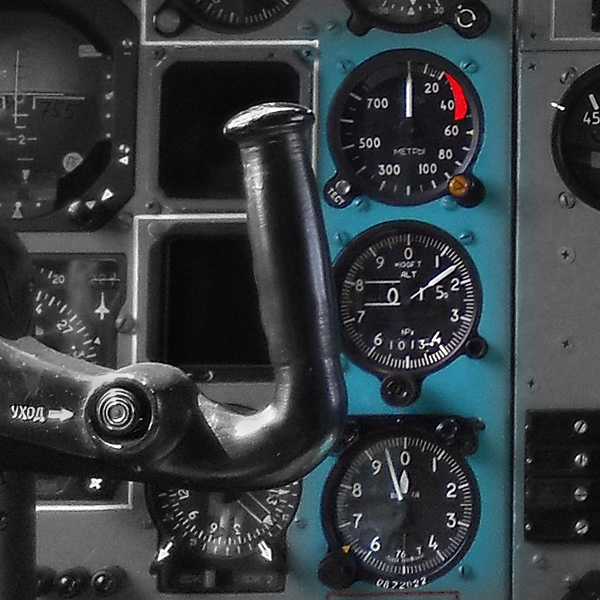
Радиовысотомер РВ-5 и два барометрических высотомера на приборной доске самолёта Ту-154М-100

Наиболее распространены следующие приборы:
- магнитный компас — прибор, позволяющий по магнитному полю Земли определить приблизительное направление на магнитные полюса планеты;
- гирокомпас — гироскопический прибор, позволяющий определить курс относительно меридиана, на который он настроен;
- радиокомпас — радиопеленгатор, позволяющий определить курс на широковещательную или специальную приводную радиостанцию;
- радиолокатор (радар, радиолокационная станция, РЛС) — радиоприёмопередатчик, позволяющий обнаруживать другие объекты, имеющие свойство отражать радиоволны (элементы рельефа, грозовые очаги, летательные аппараты и др.);
- гидролокатор (сонар) — прибор, схожий по принципу действия с радаром, но использующий вместо электромагнитного акустическое излучение и предназначенный для обнаружения подводных объектов;
- доплеровский измеритель — прибор, работающий на эффекте Доплера и позволяющий определить скорость и направление движения движущихся объектов;
- высотомер и глубиномер — схожие по принципу действия приборы, соответственно барометр и манометр, по давлению забортной среды позволяющие определить высоту полёта или глубину погружения;
- радиодальномер и радиовысотомер — специализированные РЛС, измеряющие расстояние до определённого объекта, например, самолётный радиовысотомер (РВ) — вертикальное расстояние до поверхности планеты (истинную высоту).

## Типы навигационных систем

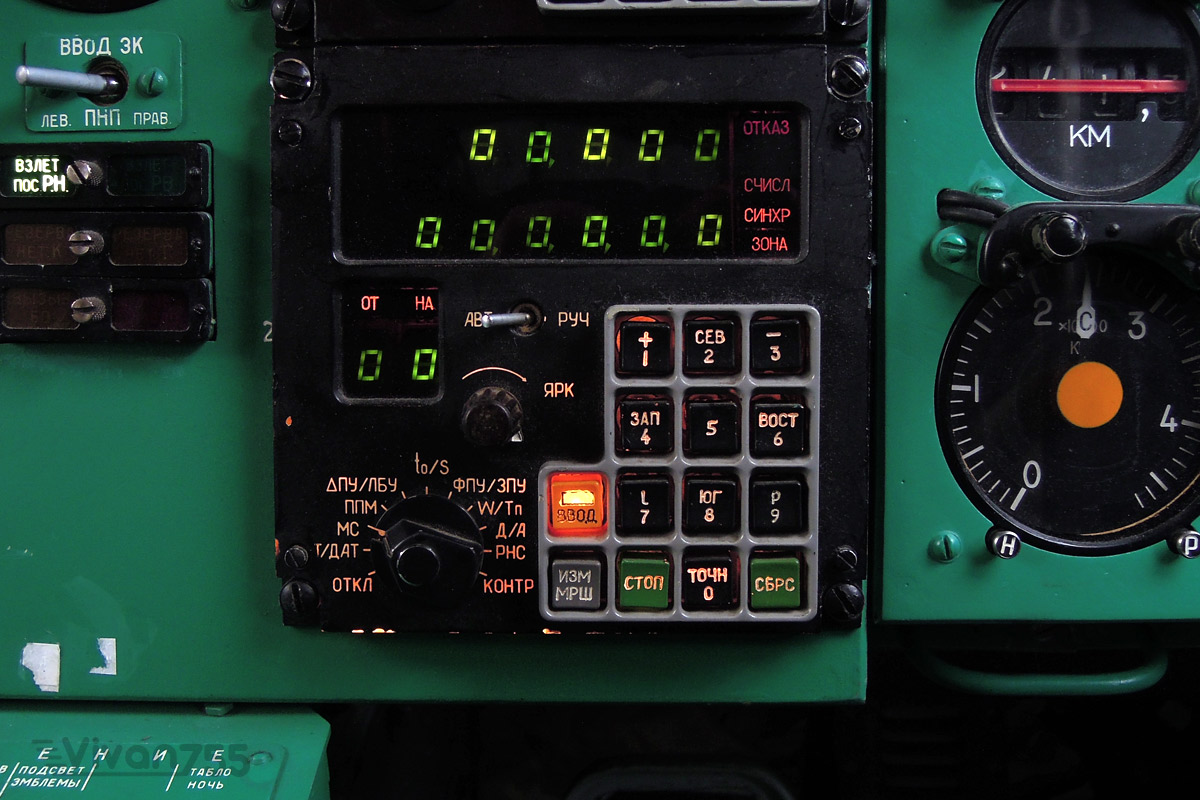
Пульт приёмника А-723 РСДН-20, стоящего на Ту-154Б-2

- Радионавига́ция — основана на взаимодействии двух или более специализированных радиоприборов (одностороннем — в случае, например, спутниковой навигации, РСДН либо работы с VOR — или двустороннем):
  - радиосистема ближней навигации (VOR/DME, РСБН) — измеряет азимут и дальность относительно маяка. Азимут вычисляется по задержке между приёмом двух сигналов (вращающейся и ненаправленной антенн), вычисление дальности требует двустороннего взаимодействия между бортом и маяком — работает за счёт измерения времени между отправкой сигнала на маяк и приёмом ответа;
  - радиосистема дальней навигации (РСДН) — её маяки передают сигнал в длинных (системы LORAN, «Чайка») либо сверхдлинных (Omega, РСДН-20) волнах, которые за счёт свойственной им дифракции огибают Землю и достигают приёмника. Приёмник по сдвигу фаз сигналов определяет своё местоположение;
  - спутниковая система навигации — работает на измерении расстояния от специальных спутников до объекта и геометрическом вычислении положения объекта;
- Инерциальная навигация